# Asteron hunti
Asteron hunti là một loài nhện trong họ Zodariidae.
Loài này thuộc chi Asteron. Asteron hunti được Rudy Jocqué & Barbara C. Baehr miêu tả năm 2001.